# Monte de los Olivos, Acala
Monte de los Olivos är en ort i Mexiko.   Den ligger i kommunen Acala och delstaten Chiapas, i den sydöstra delen av landet, 700 km öster om huvudstaden Mexico City. Monte de los Olivos ligger 479 meter över havet och antalet invånare är 199.
Terrängen runt Monte de los Olivos är kuperad västerut, men österut är den platt. Runt Monte de los Olivos är det ganska tätbefolkat, med 52 invånare per kvadratkilometer. Närmaste större samhälle är Acala, 5,2 km nordost om Monte de los Olivos. I omgivningarna runt Monte de los Olivos växer huvudsakligen savannskog.